# Томас Вальенте, Франциско
Франци́ско Тома́с Валье́нте (исп. Francisco Tomás y Valiente; 8 декабря 1932, Валенсия — 14 февраля 1996, Мадрид) — испанский юрист, государственный деятель и профессор права.

## Биография
В 1955 году окончил юридический факультет Университета Валенсии, в 1957 году защитил докторскую диссертацию по истории процессуального права. Занимался преподавательской деятельностью в Университете Валенсии, затем в разные годы преподавал в Университете Ла-Лагуна, в Университете Саламанки. В 1980 году перешёл на работу в Автономный университет Мадрида.
В 1980 году парламентом избран судьёй конституционного суда по предложению Испанской социалистической рабочей партии. В 1985 году назначен действительным членом Королевской академии истории. С 1986 по 1992 годы возглавлял Конституционный суд Испании. После 1992 года вернулся в Мадридский университет к преподавательской деятельности. В 1995 году назначен постоянным членом Государственного совета.
В 1991—1992 годах являлся членом Арбитражной комиссии по бывшей Югославии.
Убит 14 февраля 1996 года членом террористической группы ЭТА Жоном Бьенсобасом тремя выстрелами в упор в своём офисе в Мадридском автономном университете в возрасте 63 лет. Его убийство привело к тому, что от 850 тысяч до 1 миллиона человек прошли маршем протеста по Мадриду во главе с премьер-министром Фелипе Гонсалесом и лидерами всех основных политических партий Испании. В 2007 году Жон Бьенсобас за совершённое убийство приговорён судом к 30 годам заключения.

## Избранные труды
- El derecho penal de la monarquía absoluta: (siglos XVI - XVII - XVII) (Ed. Tecnos, 1969)
- El marco político de la desamortización en España (Ariel, 1971)
- La Tortura Judicial en España (Ariel, 1973)
- La Tortura en España (Ariel, 1974)
- Manual de historia del derecho español (Técnos, 1983)
- Gobierno e instituciones en la Espana del Antiguo Regimen (Alianza Editorial, 1999)

## Память

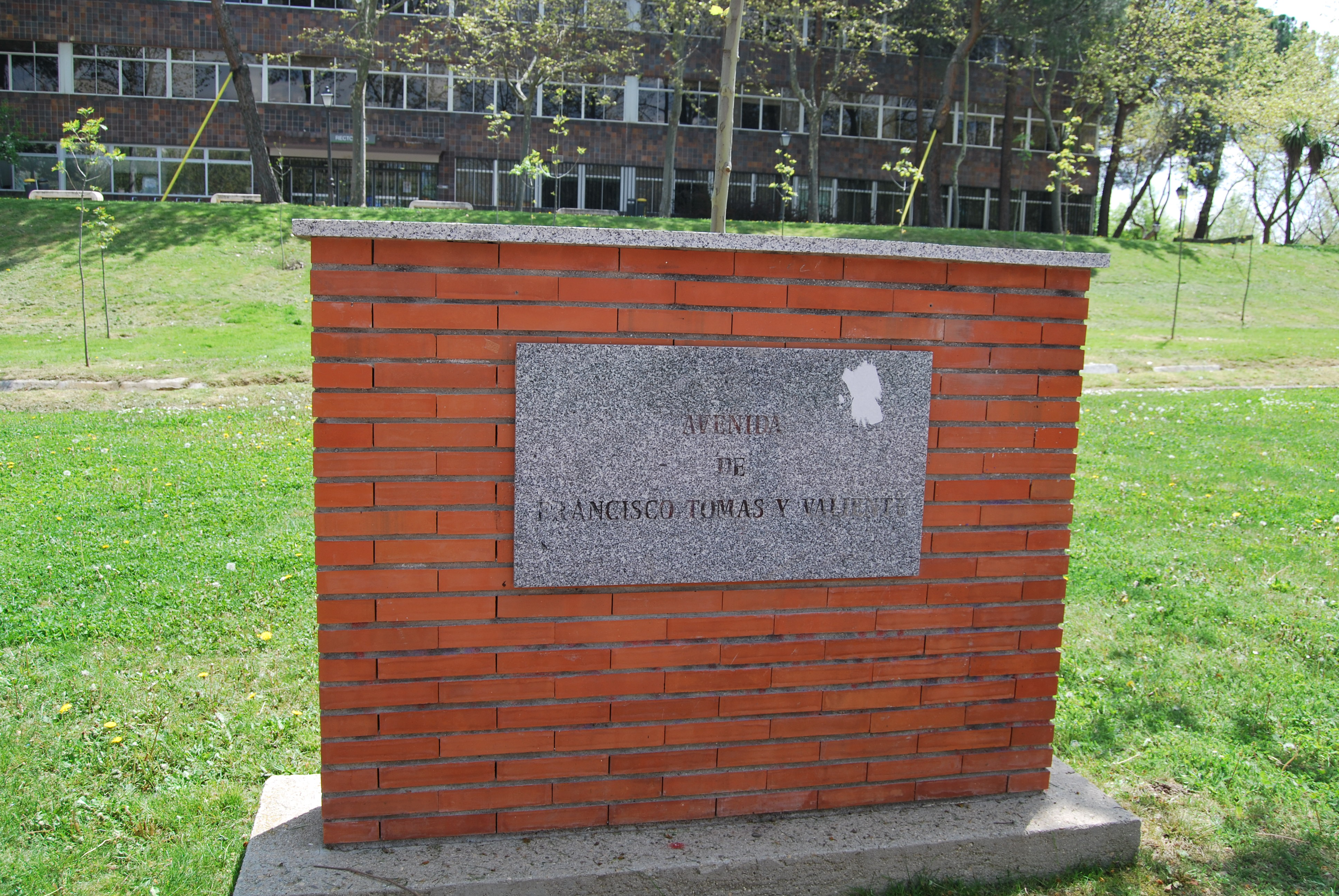
Мемориальная доска в Мадридском автономном университете
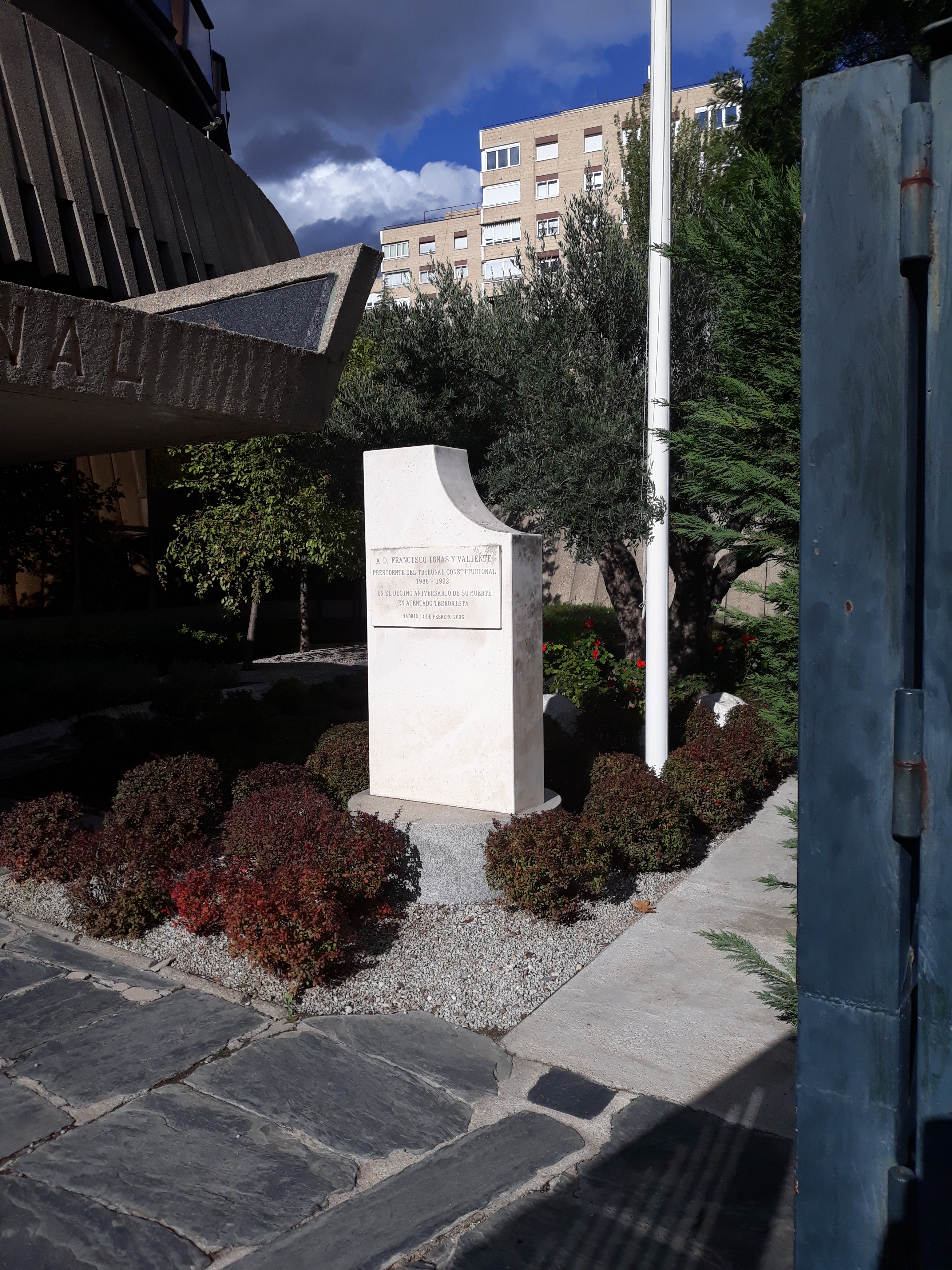
Памятник перед Конституционным судом в Мадриде
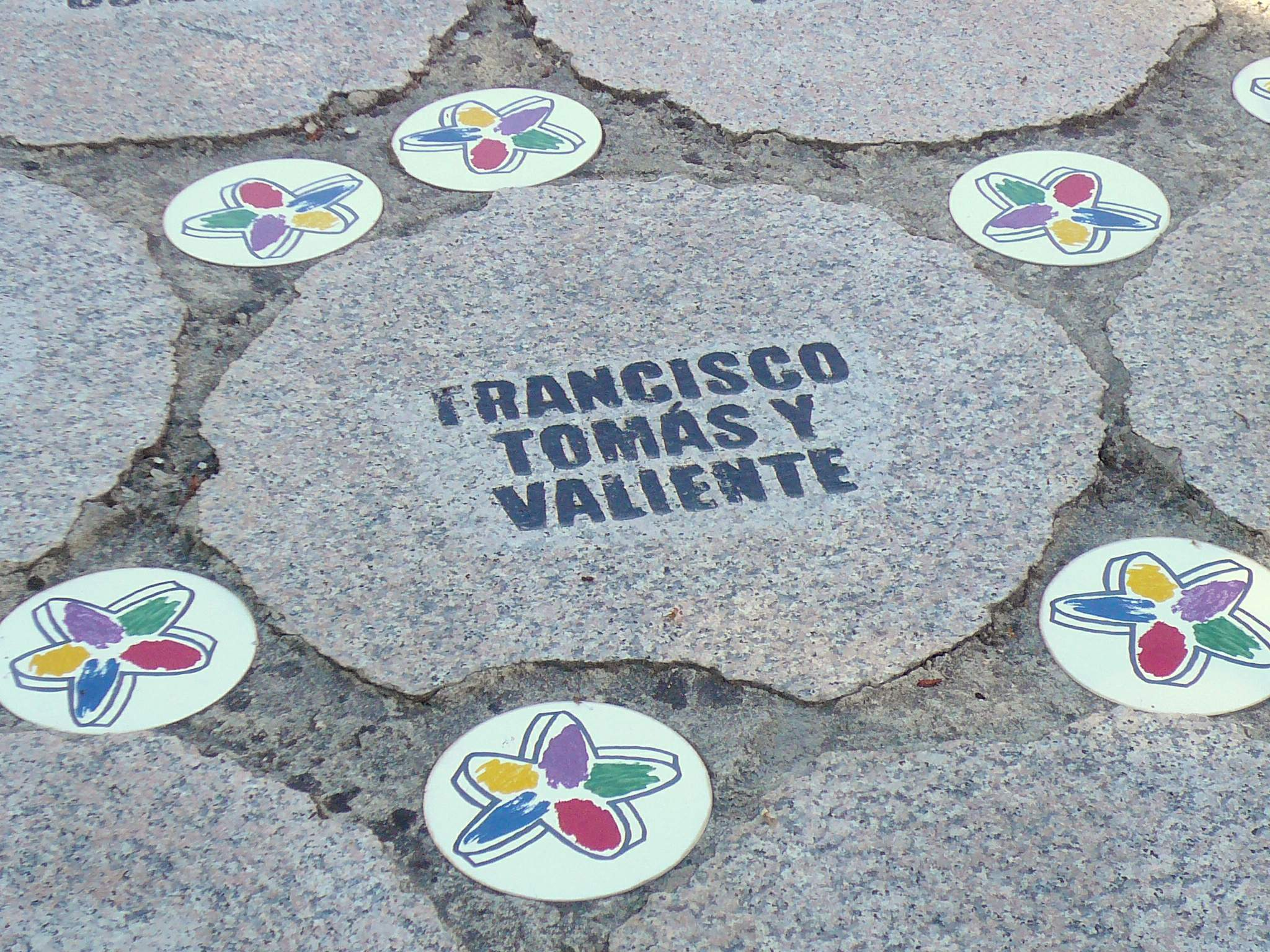
Плита в честь Франсиско Томас Вальенте в памятнике всем жертвам ЭТА
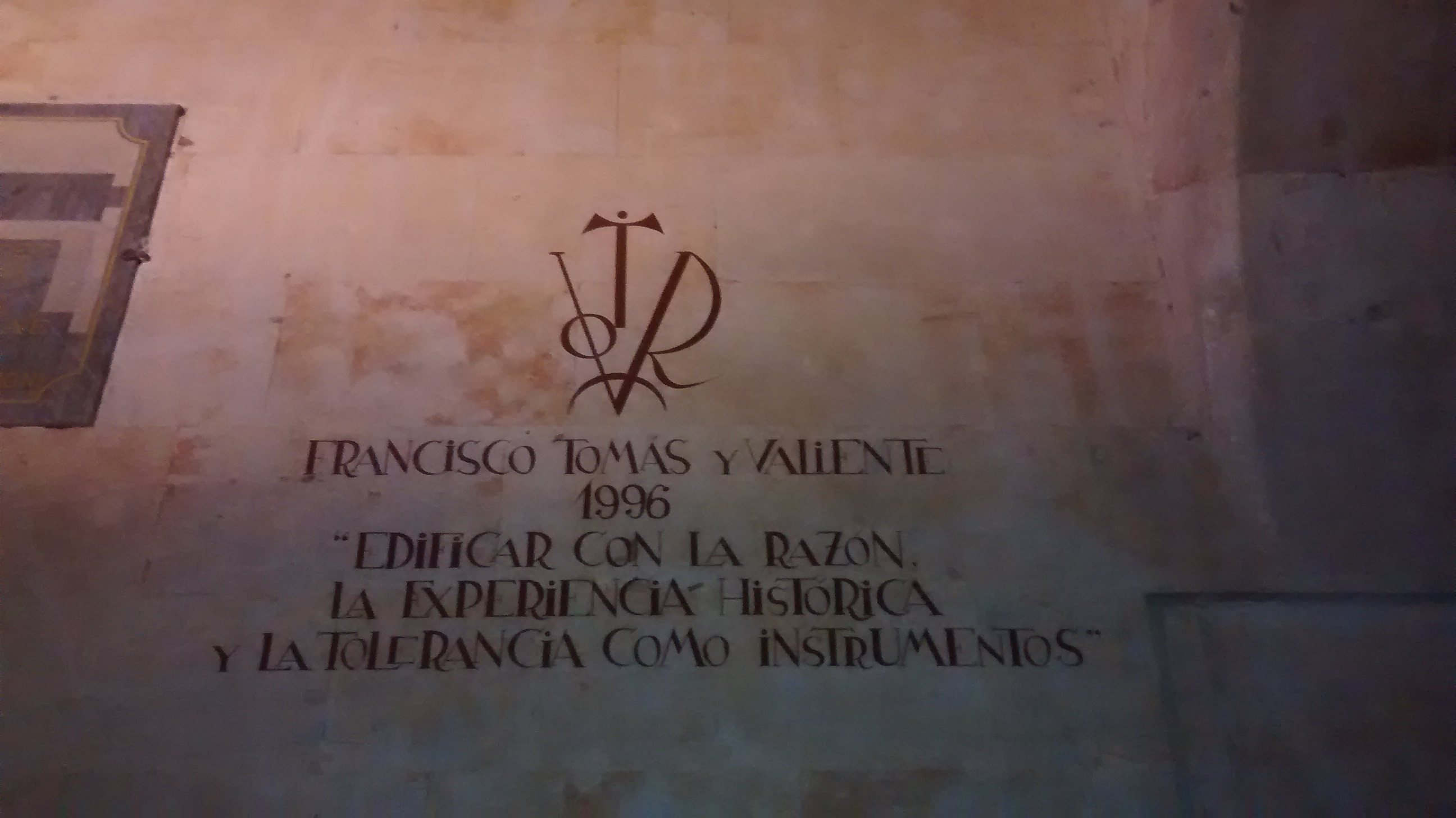
Памятная надпись на стене Саламанского университета
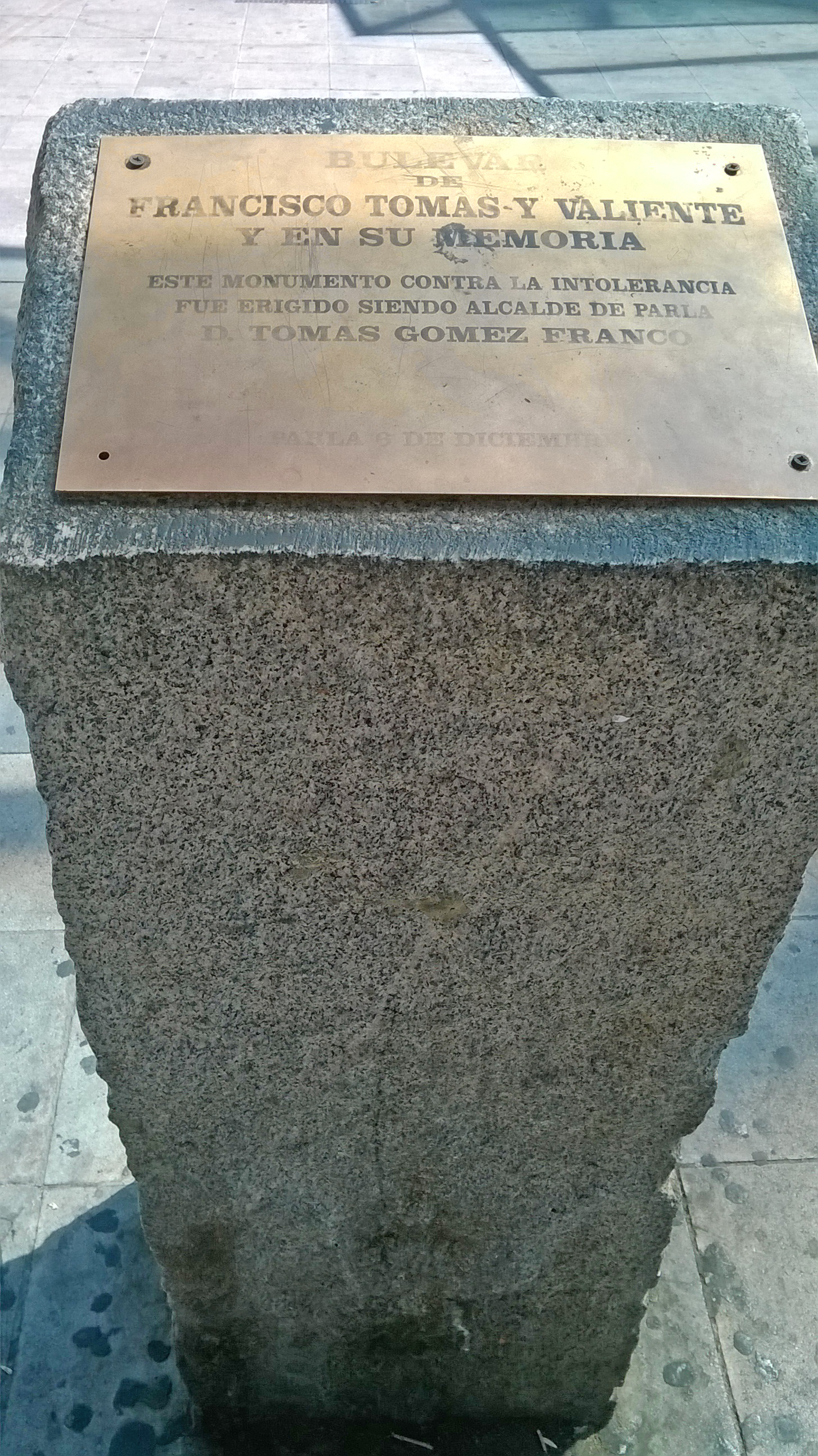
Обелиск против нетерпимости